# Hydrophobia
Hydrophobia è un videogioco d'avventura e sopravvivenza sviluppato da Dark Energy Digital per Xbox 360, PlayStation 3 e Microsoft Windows. Il gioco è disponibile tramite digital delivery su tutte e tre le piattaforme e solo la versione Xbox 360 ha la versione retail. Il gioco fu inizialmente pensato per avere due episodi aggiuntivi e conclusivi della storia, tuttavia, a causa dello scarso successo commerciale e di critica, non vennero mai rilasciati. Su PlayStation 3 è stato reso disponibile con il nome di Hydrophobia Prophecy che a sua volta uscì anche su Xbox 360.

## Trama
La protagonista femminile del gioco è Kate Wilson, un ingegnere che diventa un eroe quando un gruppo di terroristi prendono possesso della super-nave da crociera chiamata Queen of the World (Regina del Mondo). Kate è tuttavia idrofobica fin dall'età di 13 anni, e questo la porterà ad affrontare situazioni da incubo. Ella deve affrontare le sue paure a bordo della Queen al fine di fermare l'attacco terroristico. I terroristi sono chiamati i Neo-Malthusians, ed essi basano la loro ideologia sugli scritti di Thomas Malthus, un economista del XIX secolo. Malthus credeva che la popolazione del mondo potesse crescere più rapidamente della capacità di nutrire se stessa. I Neo-Malthusians hanno impreziosito questa semplice convinzione e sono del parere che tutti i tentativi di aumentare artificialmente solo la produzione alimentare anticipa la grande popolazione. Loro vedono la Queen of the World come un affronto alla loro sensibilità e il NanoCell un abominio che deve essere distrutto a tutti i costi. L'attacco terroristico si svolge in occasione del primo anniversario della Queen of the World, e Kate deve assolutamente fermarli.

## Sviluppo
Il videogioco che è in sviluppo da tre anni, sfrutta il motore grafico HydroEngine sviluppato da Blade Interactive, che prevede la reale tecnologia della fluidodinamica dell'acqua per la prima volta in un gioco. Hydrophobia è anche creato da Blade's InfiniteWorldsGCS sistema. Un video del gioco è stato mostrato all'E3 2008. Il gioco subi tanti ritardi finché fu reso disponibile nel 2010 per Xbox 360 e su Xbox Live e nel 2011 per Microsoft Windows tramite Steam e su PlayStation Network.

## Hydrophobia Prophecy
Inizialmente su Xbox 360 uscì Hydrophobia Pure, ma a causa delle critiche ricevute dalle recensioni, Dark Energy Digita decise di lanciare una nuova versione di Hydrophobia, chiamata Hydrophobia Prophecy. Si tratta di una versione 1.5 del gioco e fu pubblicato su Xbox 360 nel 2011 e sono presenti delle nuove caratteristiche fra cui: diverse ambientazioni, include nuovi livelli e propone "un finale drammatico più appropriato".
Hydrophobia Prophecy è disponibile su Steam a partire dal 9 maggio 2011, mentre su PlayStation Network il titolo è stato proposto qualche tempo dopo a un prezzo analogo e con il supporto al controller PlayStation Move.
La rivista Play Generation diede alla versione per PlayStation 3 un punteggio di 69/100, apprezzando l'acqua resa splendidamente e che si integrava bene alle meccaniche e come contro le sparatorie e le fasi esplorative che non "funzionavano" oltre alla mancanza di tensione, finendo per trovarlo un gioco che offriva ben poco nonostante i presupposti "acquatici" interessanti, trovando il prezzo particolarmente invitante.

## Sequel
Dark Energy Digital ha confermato un seguito prima di rendere il gioco disponibile.